# Le Chant des Wallons
Le Chant des Wallons (Li Tchant des Walons in wallonischer Sprache) ist die Hymne von Wallonien.
Sie wurde im Jahre 1900 in wallonischer Sprache von Théophile Bovy geschrieben, die Musik ist von Louis Hillier aus dem Jahr 1901. Das Lied wurde zuerst in Lüttich gesungen, aber sein Erfolg verbreitete sich ziemlich schnell über ganz Wallonien.
Als im Jahre 1998 das wallonische Parlament die offiziellen Embleme für Wallonien festlegte (Fahne, Hymne, Fest), war es ganz natürlich, Le Chant des Wallons als Hymne zu nehmen und den Text an die Gegenwart anzupassen.

## Offizieller Text auf Französisch
Es handelt sich nicht um eine wörtliche Übersetzung der Ursprungsversion, die Strophen sind im Übrigen weder in derselben Reihenfolge noch in derselben Zahl.

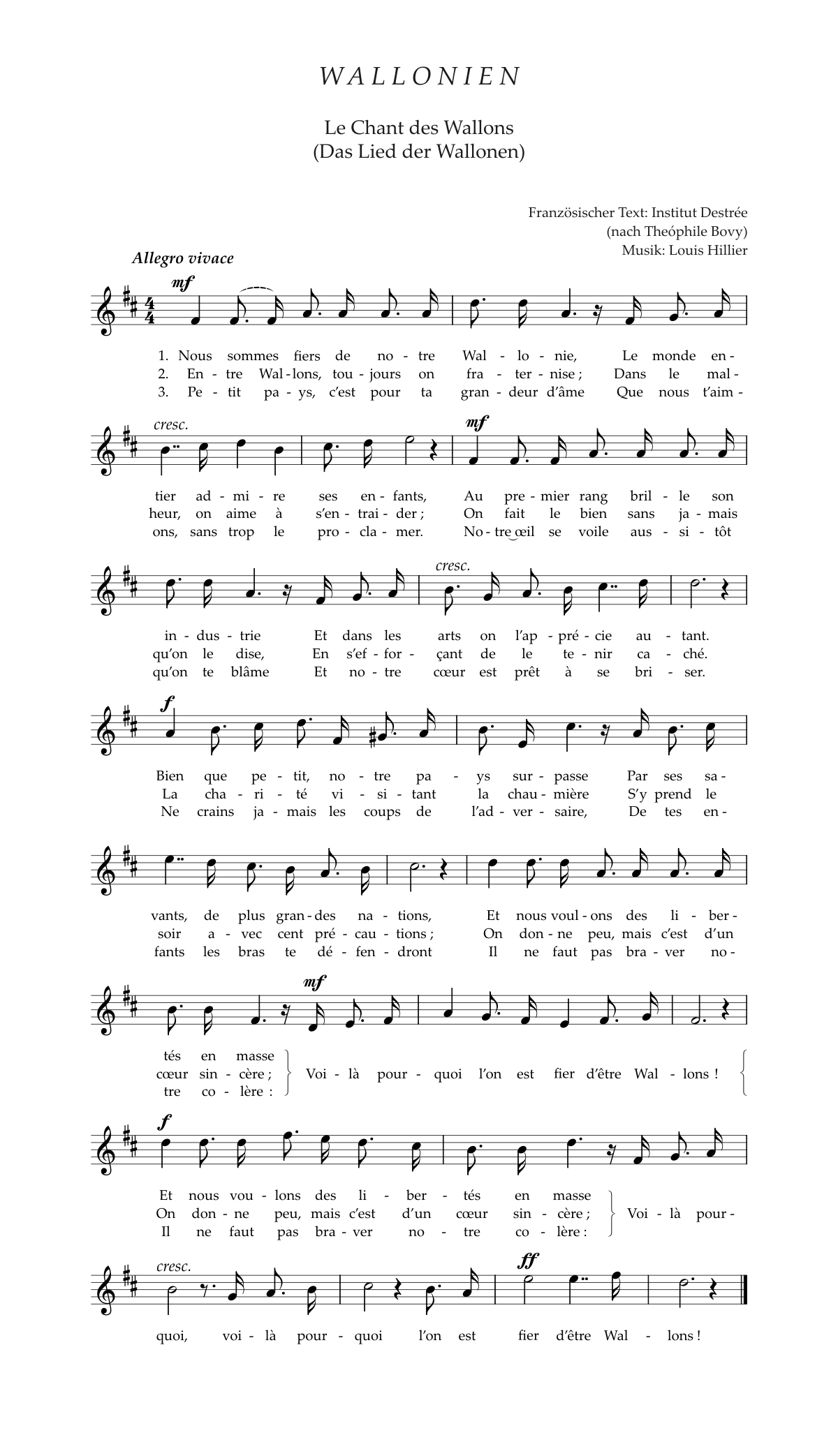
Text und Noten der wallonischen Nationalhymne

I.
Nous sommes fiers de notre Wallonie,
Le monde entier admire ses enfants.
Au premier rang brille son industrie
Et dans les arts on l'apprécie autant.
Bien que petit, notre pays surpasse
Par ses savants de plus grandes nations.
Et nous voulons des libertés en masse :
Voilà pourquoi l'on est fier d'être Wallons !
II.
Entre Wallons, toujours on fraternise.
Dans le malheur, on aime s'entraider :
On fait le bien sans jamais qu'on le dise,
En s'efforçant de le tenir caché.
La charité visitant la chaumière
S'y prend le soir avec cent précautions :
On donne peu, mais c'est d'un cœur sincère :
Voilà pourquoi l'on est fier d'être Wallons !
III.
Petit pays, c'est pour ta grandeur d'âme
Que nous t'aimons, sans trop le proclamer.
Notre œil se voile aussitôt qu'on te blâme
Et notre cœur est prêt à se briser.
Ne crains jamais les coups de l'adversaire.
De tes enfants les bras te défendront
Il ne faut pas braver notre colère:
Voilà pourquoi l'on est fier d'être Wallons !
IV.
On s'aime entre frères de Wallonie
Et on est prêts l'un l'autre à se donner la main.
On fait plaisir bien souvent sans qu'on ne le dise.
Nul ne s'affiche quand il veut faire le bien.
La charité qui entre dans la maisonnette
N'y va que de nuit avec mille précautions.
Le peu qu'on donne on ne le donne qu'en cachette:
Voilà pourquoi nous sommes fiers d'êtres Wallons !

## Text auf Wallonisch
Die Originalversion auf Wallonisch (in genormter Orthographie).
Gewöhnlich singt man nur die erste und die dritte Strophe. Hier eine teilweise wörtliche Übersetzung:
I.
Nos estans firs di nosse pitite patreye,
Wir sind stolz auf unser kleines Vaterland,
Ca lådje et lon, on djåze di ses efants.
Denn überall spricht man über seine Kinder.
Å prumî rang, on l' mete po l' industreye
An die erste Stelle setzt man es wegen seines Fleißes
Et dvins les årts, ele riglatixh ostant.
Und bezüglich der Künste glänzt es ebenso.
Nosse tere est ptite, mins nos avans l' ritchesse
Unser Land ist klein, aber wir haben den Reichtum
Des omes sincieus k' anôblixhèt leu nom.
Von Wissenschaftlern, deren Namen geehrt sind.
Et nos avans des libertés timpesse:
Und wir haben Freiheiten en masse:
Vola pocwè k' on-z est firs d' esse Walons !
Daher sind stolz Wallonen zu sein!
II.
Di nosse passé cwand c' est k' on lét l' istwere,
Aufgrund unserer Vergangenheit, wenn man deren Geschichte liest,
On s' recresteye vormint a tchaeke foyou.
Hebt man auf jeder Seite sehr stolz den Kopf
Et nosse cour crexhe cwand c' est k' on tuze al glwere
Und unser Herz wird stark, wenn man an die Ehre denkt
Di nos vîs peres ki n' avît måy pawou.
Von unseren alten Vätern, die nie Angst hatten.
C' est gråce a zels ki ns djouwixhans del påye.
Es sei ihnen gedankt, dass wir Frieden haben.
Il ont språtchî l' innmi dzos leu talon.
Sie haben den Feind unter ihrem Absatz zermalmt.
On ls a rclamé les pus vayants k' i gn åye:
Man hat sie gerühmt: die mutigsten, die sind:
Vola pocwè k' on-z est fir d' esse Walon !
Daher sind wir stolz Wallonen zu sein!
III.
Pitit payis, vos k' a tant d' grandeu d' åme,
Kleines Land, du hast so viel Seelengröße,
Nos vos inmans bén, sins k' nos l' breyanxhe tot hôt.
Wir mögen dich, ohne dass wir es ganz laut rufen.
Cwand on vs kidjåze, ås ouys montèt nos låmes
Wenn man schlecht von dir spricht, kommen uns die Tränen,
Et nos sintans nosse cour bate a gros côps !
Und wir fühlen unser Herz in starken Schlägen!
N' åyîz nole sogne et vikez e liyesse,
Habt keine Angst und lebt in Freude,
Di vos efants, les bresses et l' cour sont bons.
Von Euren Kindern sind die Arme und das Herz gut.
Et nos avans les tchveas foirt près del tiesse:
Und wir haben die Haare ganz nah am Kopf (so viel wie „Und wir sind bereit zu handeln“)
Vola pocwè k' on-z est fir d' esse Walon !
Daher sind wir stolz Wallonen zu sein!
IV.
On s' voet voltî inte frés del Walonreye
Man mag sich zwischen Brüdern von Wallonien
Et on-z est presse onk l' ôte a s' diner l' mwin.
Und man ist bereit, sich gegenseitig die Hand zu reichen.
On fwait plaijhi bén sovint sins k' on l' deye.
Man macht einen Gefallen, sehr oft, ohne dass man es sagt.
Nouk ni s' håynêye cwand c' est k' i vout fé l' bén.
Niemand langweilt sich, wenn er das Gut machen will.
Li tchårité ki mousse el måjhinete
Barmherzigkeit kehrt in die Häuser ein
N' î va k' al nute avou meye precôcions.
Kommt nur Abend mit allergrößter Vorsicht.
Li pô k' on dene on nel dene k' e catchete:
Auch kleine Gaben gibt man nur im Verborgenen:
Vola pocwè k' on-z est fir d' esse Walon !
Daher sind wir stolz Wallonen zu sein!